# جک رابینسون (بازیکن فوتبال، زاده ۱۸۷۰)
جک رابینسون (انگلیسی: Jack Robinson; ۲۲ آوریل ۱۸۷۰ – ۲۸ اکتبر ۱۹۳۱) یک ورزشکار اهل بریتانیا بود.
از باشگاه‌هایی که در آن بازی کرده‌است می‌توان به باشگاه فوتبال دربی کانتی، باشگاه فوتبال لینکولن سیتی، باشگاه فوتبال اکستر سیتی، و باشگاه فوتبال میلوال، باشگاه فوتبال ساوت‌همپتون، باشگاه فوتبال پلیموث آرگیل، باشگاه فوتبال استوک سیتی، باشگاه فوتبال اکستر سیتی، و تیم ملی فوتبال انگلستان اشاره کرد.
وی همچنین در تیم ملی فوتبال انگلستان بازی کرده است.